# Mercedes-Benz W110
Mercedes-Benz W110 «Fintail» (нім. Kleine Heckflosse) — серія моделей марки Mercedes-Benz E-класу. Модель прийшла на зміну Mercedes-Benz W120/W121, які вже були застарілими в ті часи. Випуск автомобіля W110 190 почався в квітні 1961 року, а закінчився в 1968 році моделлю W110 230. Назву «плавець» автомобіль отримав за свою форму.
Всього виготовлено 628 282 автомобілів.

## Історія

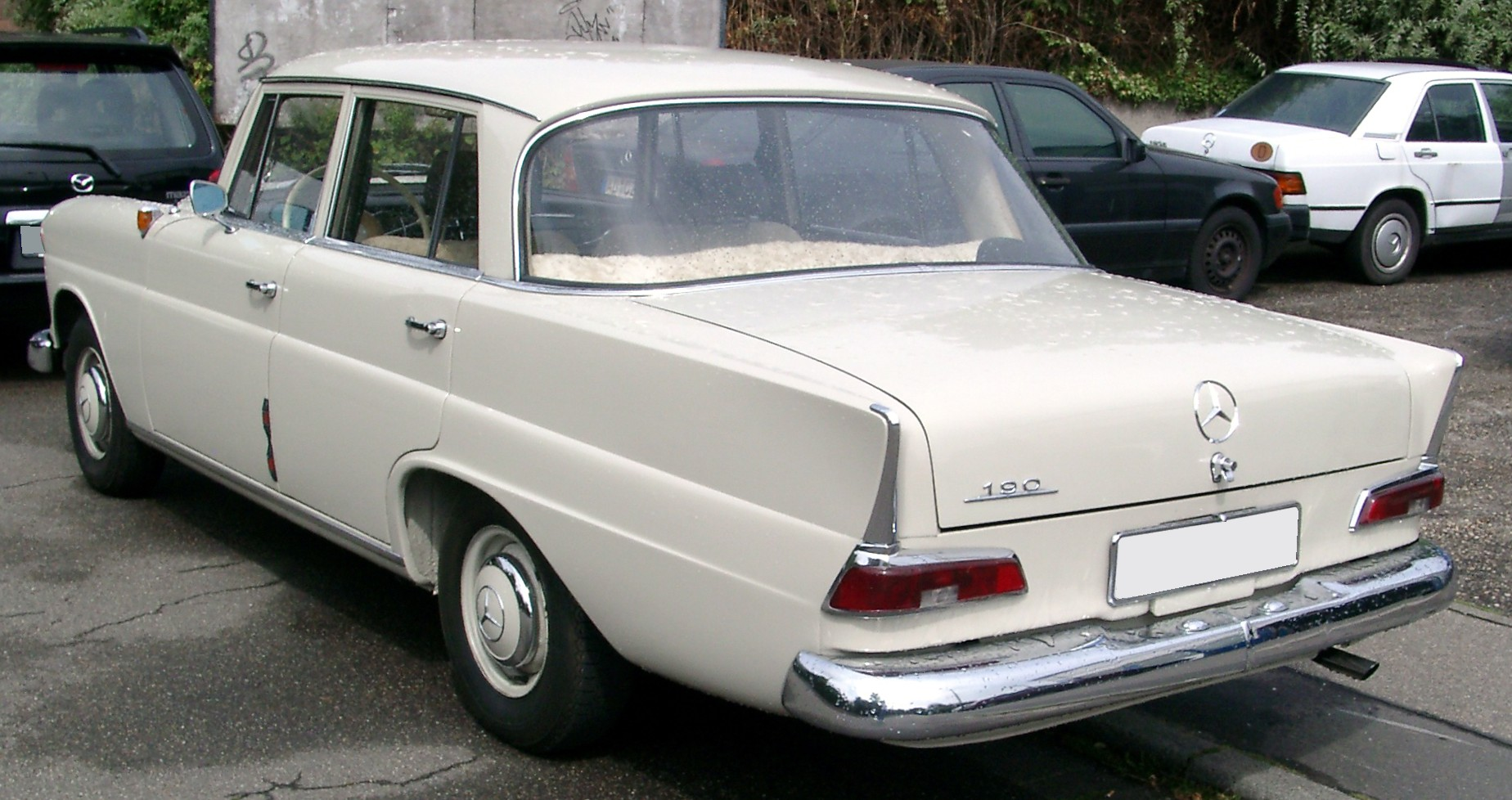
Mercedes-Benz 190 c (W110)

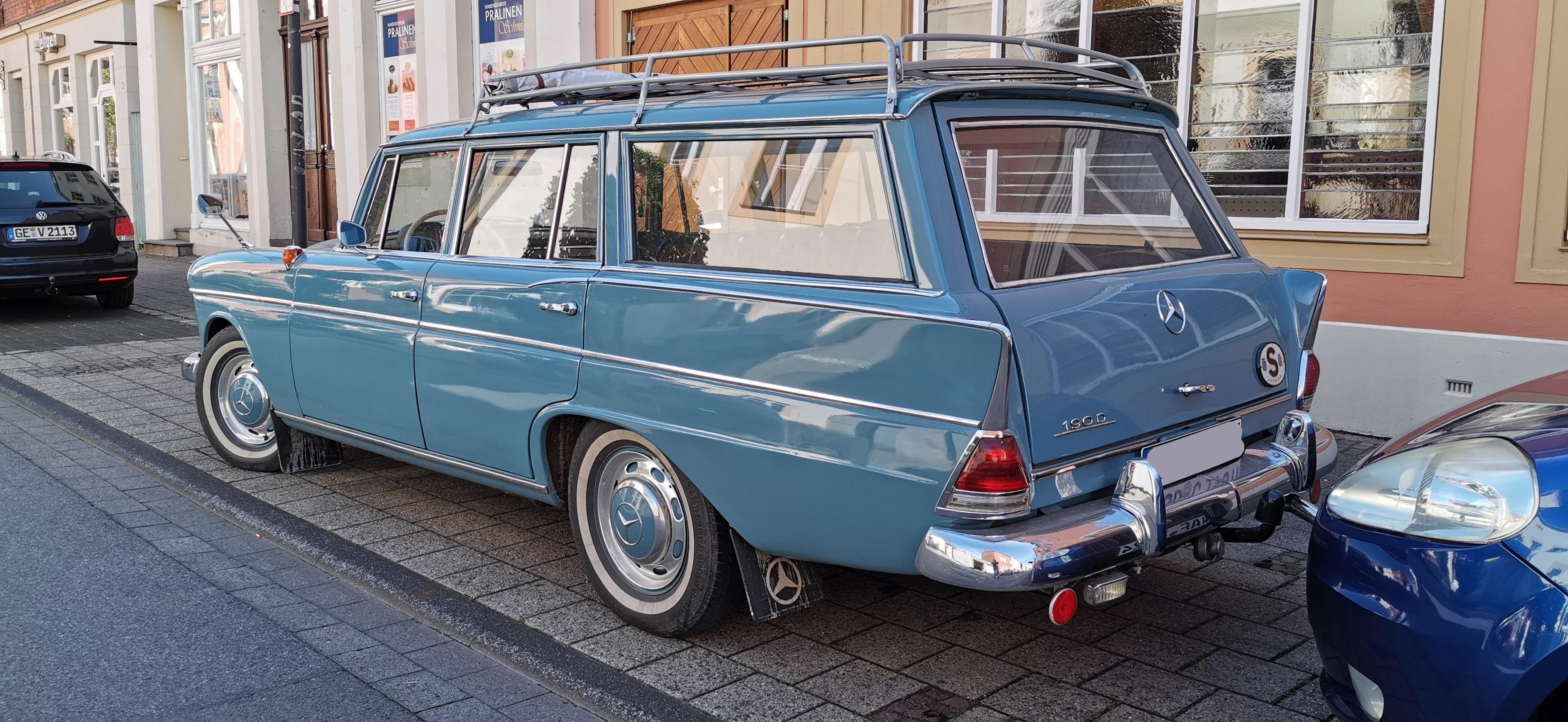
Mercedes-Benz 190D (W110)

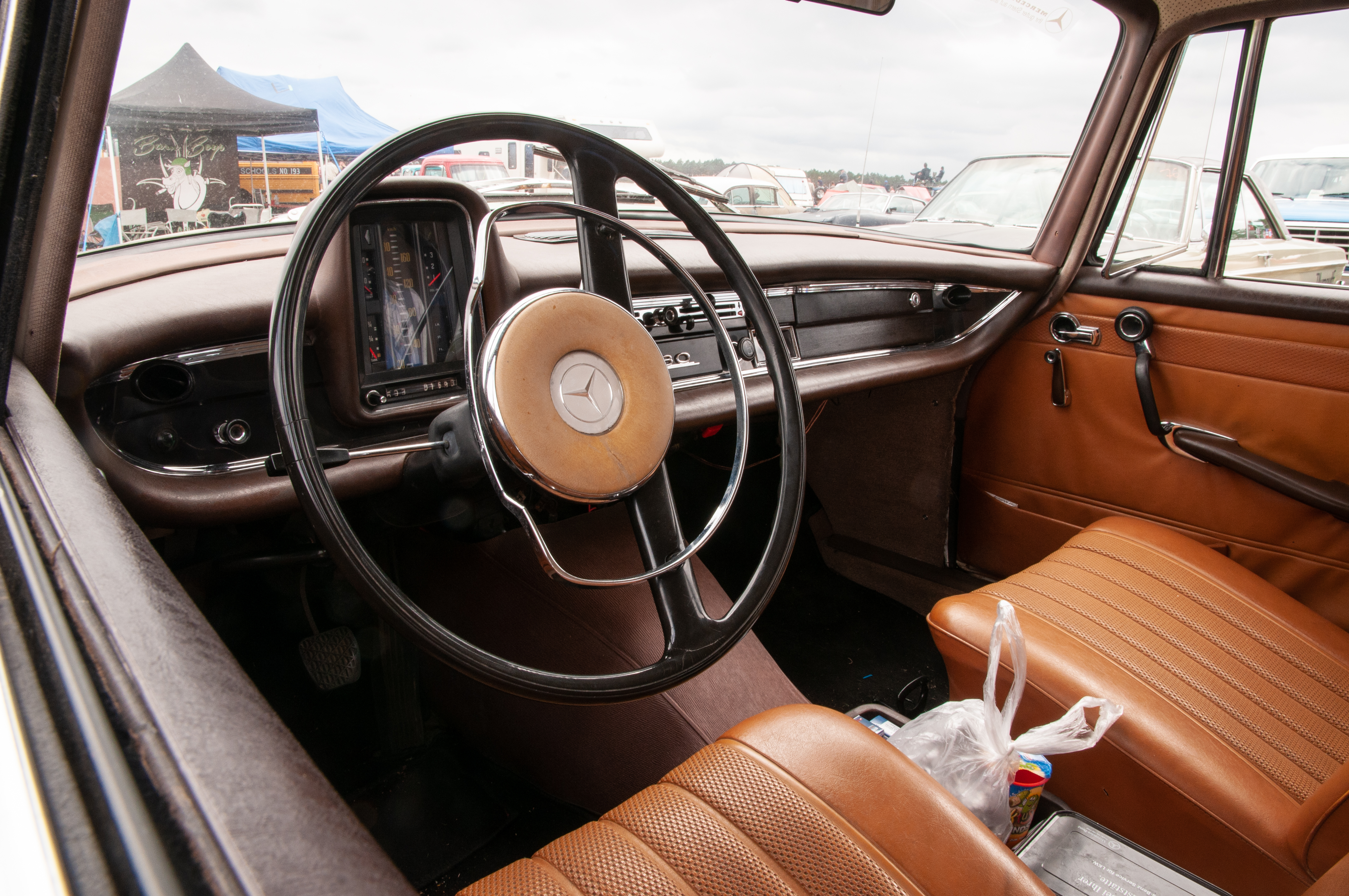

Автомобілі Mercedes-Benz W120/W121 застаріли і на зміну їм прийшов новий Mercedes-Benz W110 «Fintail» (нім. Kleine Heckflosse), що в перекладі означає плавник. У квітні 1961 року з'явився автомобіль 190С. У 1961 році були доступні 2 двигуна бензиновий (карбюраторний) 1897 см3 потужністю 80 к.с. і дизельний 1988 см3 потужністю 55 к.с. Моделі були відомі як 190Dc і 190C, щоб взяти номенклатуру двох попередніх моделях, відомих як 190B і 190Db.
Гальмівна система складалася з 4-х барабанів, з гідравлічною схемою, а коробка передач була 4-ступінчастою. По обох осях були присутні пружини і гідравлічні амортизатори.
З 1962 року пропонувалася автоматична коробка передач, а в 1963 році була істотно змінена конфігурація комп'ютера до гальмівної системи. Двоконтурна гідравлічна та змішаного типу, тобто з дисками, передніми і барабанами в тилу.
У 1965 році сімейство W110 модернізували. 4-циліндровий бензиновий виріс з 1897 по 1988 см3, а також завдяки прийняттю 2 вуглеводів, досягли сили 95 к.с. У верхній частині діапазону був введений бензиновий 6-циліндровий рядний карбюраторний 2306 см3 від 230 S W111, але послабити до 105 к.с. (на 230 S було 120). W110 з 6-циліндровим двигуном зайняв місце у верхній частині діапазону, як того, щоб замінити 220, сімейства W111. в 1966 році його потужність зросла до 120 к.с. Дизельні двигуни залашилися без змін. За доплату можна було замовити задню гідропневматичну підвіску. Комерційні пост-Facelift версії позначались: 200, 230 і 200 D.
Між 1966 і 1967 роками W110 з'явився в кузові універсал.
Істотну стилістичну подібність (хоча його темпи і скоротити передній звис низький поступаючись W110 менше 14,5 см в порівнянні з W111) з найпрестижнішими версіями з 6-циліндровим двигуном, сприяти успіху 190. Але ця схожість була не на користь найпрестижнішим моделям W111 і W112, які схожі на більш спартанських W110, а тому вони невдовзі були замінені новими моделями.
У 1968 році сімейство W110 поступилося місцем більш сучасному сімейству з кузовом W114/W115. Можна виділити дві серії випуску автомобілів W110.

## Двигуни

### Бензинові двигуни
- 1,9-літровий чотирьох-циліндровий двигун (M 121) 80 к.с. (190 с, 1961-1965)
- 2,0-літровий чотирьох-циліндровий двигун (M 121) 95 к.с. (200, 1965-1968)
- 2,3-літровий шестициліндровий двигун (M 180) 105 к.с. (230, 1965-1966)
- 2,3-літровий шестициліндровий двигун (M 180) 120 к.с. (230, 1966-1968)

### Дизельні двигуни
- 2,0-літровий чотирьох-циліндровий двигун (OM 621) 55 к.с. (190 Dc, 1961-1965)
- 2,0-літровий чотирьох-циліндровий двигун (OM 621) 55 к.с. (200 D, 1965-1968)

## Виробництво
| Модель | Штук    |
| ------ | ------- |
| 190 c  | 130.554 |
| 190 Dc | 225.645 |
| 200    | 70.207  |
| 200 D  | 161.618 |
| 230    | 40.258  |